# Anse aux Pins
Anse aux Pins é um distrito das Seicheles localizado na região leste da Ilha de Mahé com uma área de 2.457 km².
Em 2021 a população de Anse aux Pins foi estimada em 4,304 habitantes, segundo o censo de 2010 a população é de 3,850 habitantes dentre eles 1,973 sendo homens e 1,877 mulheres.